# Maison Fage
La maison Fage est une maison située à Arpaillargues-et-Aureillac et faisant l’objet d’une inscription au titre des monuments historiques en 1964.